# Wahpekute
Els wahpekute (en dakota “tiradors de fulles”, de wakhpe, fulla; i kute, disparar) són una de les set divisions de la Nació Dakota de la Gran Nació Sioux. Encara que el nom santee era aplicat originàriament pels teton només als mdewakanton, però aviat es va estendre als wahpekute, ja que ambdues tribus estaven relacionades, com ho demostren evidències històriques i lingüístiques entre el grup.

## Història

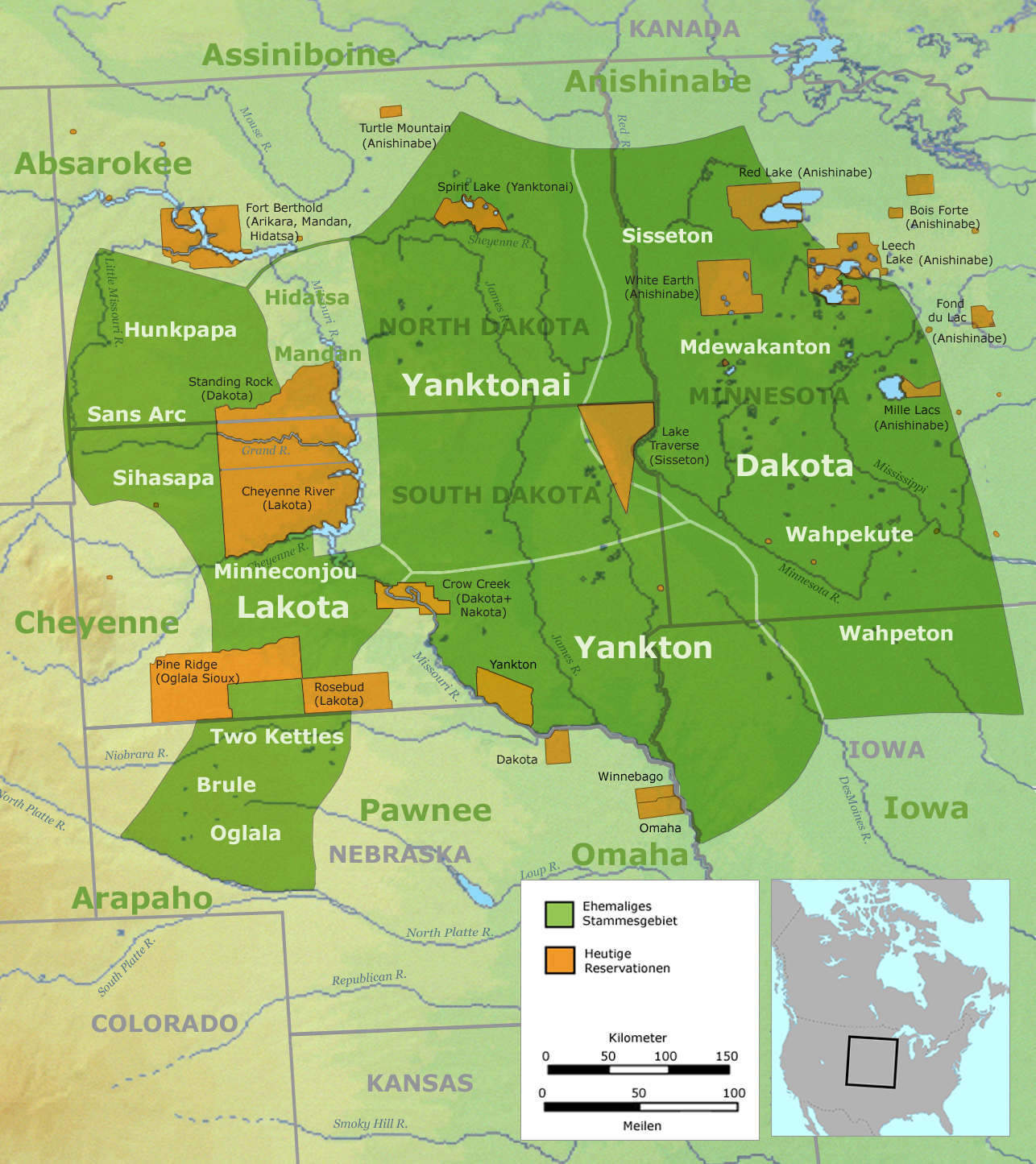
Territori original de laGran Nació Sioux (en verd): els lakota (inclosos els sans arc o itazipco), els nakota (yanktonai i Tribu Yankton Sioux) i dakota, així com el territori de les reserves (taronja)

Els wahpekute vivien al costat dels mdewakanton a Mille Lac (Minnesota) i quan foren visitats per primer cop pels francesos (1678-1680) es trobaven tan estretament relacionats que sovint els confonien en una sola tribu. En 1766 Carver trobà els wahpekute a algun lloc del riu Minnesota. Segons Lewis i Clark el 1840 hi eren allí, a ambdós marges del riu Redwood, i potser eren uns 150 individus. El 1806 Zebulon Pike parlà sobre ells com a la banda més petita de l'ètnia sioux, situada entre els rius Mississipi i Missouri, i que caçaven al riu Des Moines. Segons Sibley en 1834 es trobaven en dues viles al riu Cannon, a una curta distància de l'actual de Faribault, Minnesota, i en uns altres pocs punts. Tenien 150 guerrers. Entre 1842 i 1857 estaven dirigits per dos caps, Wamdisapa (Black Eagle) i Tasagi.

## Divisió actual
Els wahpekute no formen una sola tribu reconeguda federalment, sinó que als Estats Units són repartits entre les tribus reconegudes i reserves índies de Flandreau, Lower Sioux, Shakopee-Mdewakanton, Santee Sioux i la Comunitat índia Prairie Island, i a les Primeres Nacions del Canadà Birdtail Sioux i Canupawakpa Dakota.